# Contea di Shandan
La contea di Shandan (山丹县S) è una contea della Cina, situata nella provincia del Gansu.